# Андріївська (Краснодарський край)
Андрі́ївська — станиця в Калінінському районі Краснодарського краю. В складі Бойкопонурського сільського поселення.
Населення (2002) — 1 812 мешканців.
Розташована на Прикубанській низовині на 17 км південніше станиці Калінінська. 
Станиця отримала свою назву на честь лікаря Андрєєва.
| Росія | Це незавершена стаття з географії Росії. Ви можете допомогти проєкту, виправивши або дописавши її. |